# .222 Remington Magnum
El .222 Remington Magnum es un cartucho producido comercialmente derivado del .222 Remington. Originalmente desarrollado en 1958 para el ejército de Estados Unidos como prototipo para el Armalite AR-15, el cartucho no fue adoptado por el ejército, pero se introdujo al mercado civil en rifles deportivos.

## Desarrollo

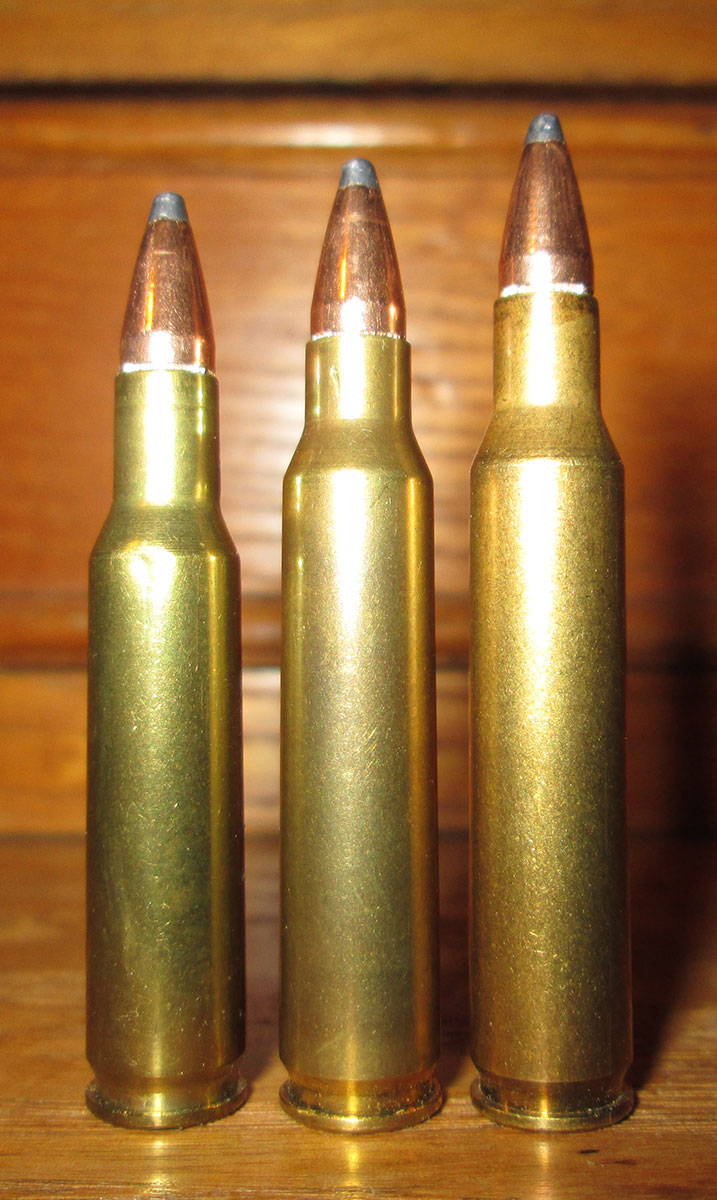
De izquierda a derecha: .222 Remington, .223 Remington y .222 Remington Magnum

El .222 Remington Magnum se desarrolló alargando el casquillo y acortando el cuello del .222 Remington, aumentando así la capacidad del casquillo en aproximadamente 20% con respecto al .222 Remington.

## Historia
A fines de los años 1950, ArmaLite y otros diseñadores empezaron de armas su individuales empezaron a experimentar el desarrollo de nuevos cartuchos basándose en el cartucho .222 Remington. El Ejército de Estados Unidos (CONARC) buscaba una mayor velocidad y penetración de la munición y ArmaLite contrató a Remington para crear un cartucho con mayor capacidad y un cuello más ajustado, que resultó en el 222 Special. Al mismo tiempo, Earle Harvey de Springfield Armory contrató a Remington para crear un cartucho incluso más largo entonces conocido como el .224 Springfield. Springfield fue forzado a dejar el concurso del CONARC, y por ello el .224 Springfield fue introducido en 1958 como el cartucho deportivo comercial y rebautizado .222 Remington Magnum. El .22 Special fue rebautizado como el .223 Remington en 1959. En la primavera de 1962 Remington entregó las especificaciones del .223 Remington a las Armas Deportivas y (SAAMI). Con la adopción militar del fusil M16 en 1963, el .223 Remington estuvo estandarizado como el 5.56×45mm OTAN. Como cartucho deportivo comercial fue introducido en 1964 como el .223 Remington.

## Obsolescencia
El .223 Remington tiene el cuello más corto y el hombro está movido atrás ligeramente comparado al .222 Remington Magnum. La capacidad de casquillo es aproximadamente 5% menor, pero es cargado a una presión ligeramente más alta, así que ambos tienen balísticas similares.
En Europa SAKO produce el cartucho y algunos fabricantes de armas lo ofrecen como opción. En los Estados Unidos Remington continúo ofreciendo el .222 Remington Magnum en un par de modelos de rifle desde hace muchos años, pero actualmente no hay fabricantes comerciales en EE. UU. de rifles o munición en .222 Remington Magnum además de Cooper Firearms de Montana.